# Cleo (cantante)
Cleo, pseudonimo di Joanna Krystyna Klepko (Stettino, 25 giugno 1983), è una cantante polacca.
Ha partecipato all'Eurovision Song Contest 2014 tenutosi a Copenaghen in coppia con Donatan, presentando il brano My Słowianie.

## Discografia

### Album in studio
- 2014 – Hiper/Chimera (con Donatan)
- 2016 – Bastet
- 2020 – Supernova
- 2022 – Vinylova

### Singoli
- 2013 – My słowianie (con Donatan)
- 2014 – Cicha woda (con Donatan feat. Sitek)
- 2014 – Slavica (con Donatan)
- 2014 – Ten czas (con Donatan feat. Bednarek)
- 2014 – Brać (con Donatan feat. Enej)
- 2014 – Sztorm (con Donatan)
- 2015 –  Zabiorę nas
- 2016 – Wolę być
- 2016 – N-O-C
- 2017 – Mi się
- 2017 – Na pół
- 2019 – Dom
- 2020 – Za krokiem krok